# No, Thank You !!!
《No, Thank You !!!》是日本公司Parade於2013年6月28日發售的成人BL視覺小說，2014年8月29日發售通常版。英語版由MangaGamer發售。

## 外部連結
- 官方网站 （日語）
- 《No, Thank You !!!》在視覺小說數據庫的頁面 （英文）